# John Parlett
Pour les articles homonymes, voir Parlett.
Harold John Parlett , né le 19 avril 1925 à Bromley et mort le 8 mars 2022, est un athlète britannique, spécialiste des courses de demi-fond.

## Biographie
Il participe aux Jeux olympiques de 1948, à Londres, où il se classe huitième de la finale du 800 mètres dans le temps de 1 min 53 s 4.
En 1950, John Parlett devient champion d'Europe du 800 m, à Bruxelles, en 1 min 50 s 5, devant le Français Marcel Hansenne et l'autre Britannique Roger Bannister. Il s'illustre par ailleurs lors des Jeux de l'Empire britannique d'Auckland en s'adjugeant le titre du 880 yards et en se classant deuxième du relais 4 × 440 yards aux côtés de ses coéquipiers de l'équipe d'Angleterre.
Il est marié à l'athlète Dorothy Manley.

### Palmarès
| Date | Compétition                  | Lieu      | Résultat | Épreuve       |
| ---- | ---------------------------- | --------- | -------- | ------------- |
| 1948 | Jeux olympiques              | Londres   | 8e       | 800 m         |
| 1950 | Championnats d'Europe        | Bruxelles | 1er      | 800 m         |
| 1950 | Jeux de l'Empire britannique | Auckland  | 1er      | 880 yards     |
| 1950 | Jeux de l'Empire britannique | Auckland  | 2e       | 4 × 440 yards |

### Records
| Épreuve | Performance  | Lieu         | Date      |
| ------- | ------------ | ------------ | --------- |
| 800 m   | 1 min 50 s 5 | 26 août 1950 | Bruxelles |